# Diabetes em cães e gatos
 Diabetes mellitus  atinge 1 em cada 400 gatos e uma proporção similar de cães. Porém, de acordo com estudos recentes, sua prevalência em felinos vem aumentando. Os sintomas em cães e gatos são semelhantes aos apresentados por humanos. Em geral, a maior parte dos cães diabéticos apresenta diabetes do tipo 1 (insulina-dependente), enquanto que cerca de 80-95% dos gatos diabéticos apresentam diabetes do tipo 2(relacionada, em humanos, com obesidade), ainda que costumem estar severamente dependentes de insulina na ocasião do diagnóstico da doença. A enfermidade é definitivamente tratável e não necessariamente determina óbito ou perda de qualidade de vida do animal. No caso de felinos acometidos pela diabetes do tipo 2, o tratamento adequado imediato pode até mesmo levar à remissão do quadro, caso no qual o animal deixa de necessitar de injeções de insulina. Quando não tratada, a enfermidade pode levar à cegueira em cães, fraqueza dos membros nos gatos, má nutrição, cetoacidose diabética, desidratação e morte.

## Sinais clínicos
Cães e gatos geralmente apresentam um estabelecimento gradual da doença, ao longo de semanas, o que pode passar despercebido por algum tempo. A condição é incomum em gatos com menos de sete anos, embora cães jovens sejam mais suscetíveis a diabetes tipo 1 (juvenil). Os primeiros sintomas evidentes são uma súbita perda ou ganho peso, acompanhado por beber e urinar excessivos. Os gatos, por exemplo, podem desenvolver uma aparente obsessão por água e passar a espreitar torneiras e bebedouros. O apetite subitamente aumenta (até três vezes o normal) ou se torna ausente. Nos cães, os sintomas subsequentes são problemas visuais e catarata, enquanto que em gatos pode haver enfraquecimento dos membros traseiros (neuropatia periférica), tornando a marcha empolada ou vacilante. Nesse estágio, um  teste rápido empregando fitas indicadoras de glicose/corpos cetônicos (o mesmo que o utilizado na dieta Atkins) pode ser empregado no diagnóstico. Caso a fita evidencie glicose na urina, deve-se suspeitar de diabetes. Se uma fita indicar corpos cetônicos, o animal deve ser levada para uma clínica de emergência imediatamente.

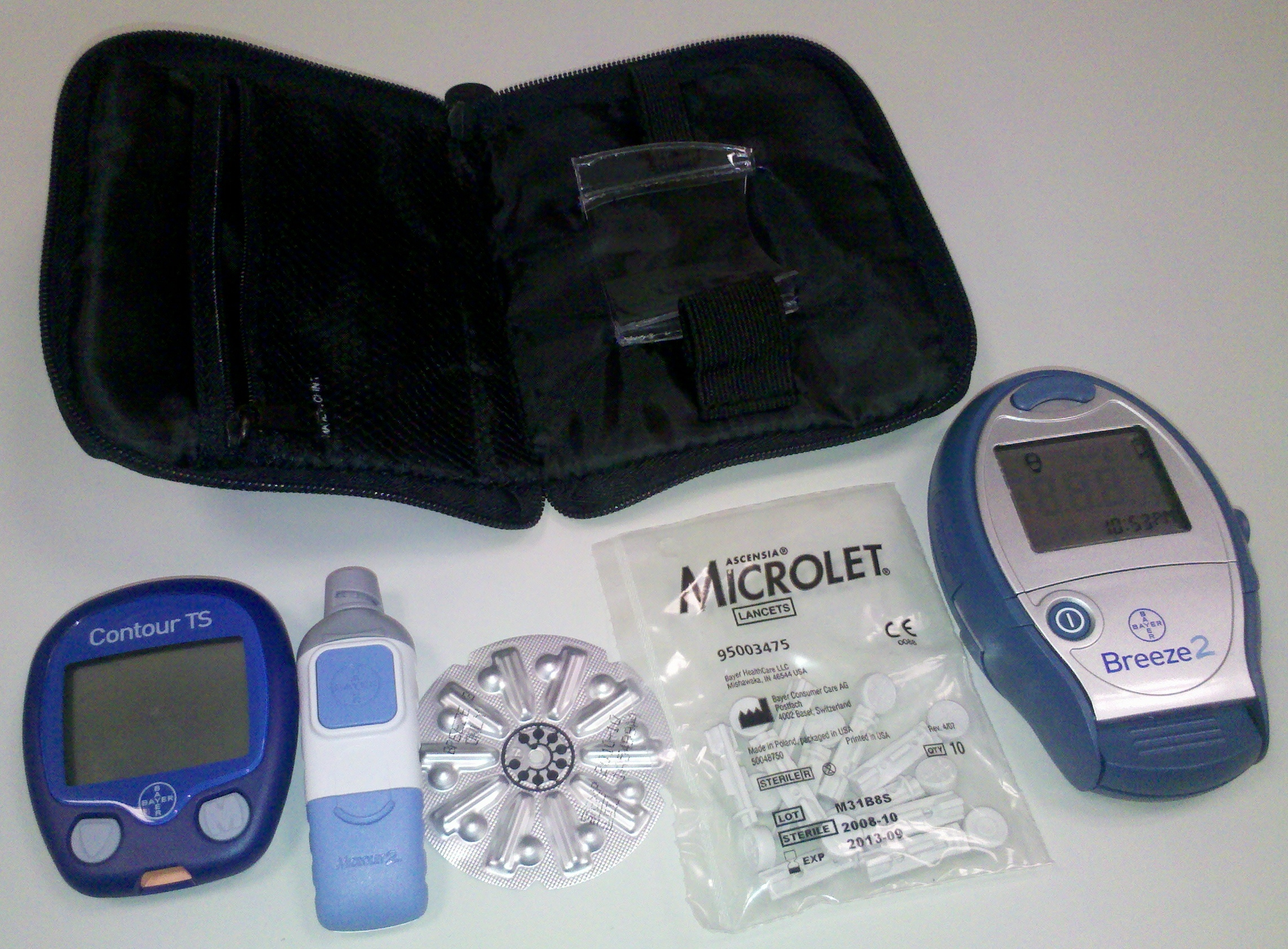
O monitoramento e verificação da glicose sanguínea pode ser realizado com o uso de monitores de glicemia

Os proprietários devem prestar atenção para adelgaçamento notável da pele e aparente fragilidade: estes sintomas também são graves e indicam que o animal está metabolizando (quebrando) gordura corporal e massa muscular para sobreviver. Letargia e debilidade são também sintomas agudos, possivelmente indicadores de cetose e/ou desidratação, quadros que demandam assistência veterinária imediata.

## Tratamento
Diabetes é uma enfermidade tratável, porém é potencialmente letal quando não tratada. Diagnóstico precoce e tratamento veterinário adequado podem não só prevenir danos neurológicos, como também, no caso de felinos, levar à remissão da doença.. Gatos costumam responder melhor à insulina de longa duração e dieta com baixos níveis de carboidratos, enquanto que, em cães, a melhor resposta aos tratamentos varia bastante entre indivíduos

### Dieta
Dieta é um componente crítico de tratamento, e, em muitos casos, é por si só eficaz.Por exemplo, um pequeno estudo recente demonstrou que muitos gatos diabéticos deixaram de necessitar de insulina após serem submetidos à uma dieta pobre em carboidratos. A lógica disso é que uma dieta com baixos níveis de carboidratos reduz a quantidade de insulina necessária e mantém a variação de de açúcar no sangue baixa e mais previsível. Além disso, cães (talvez também gatos) convertem as gorduras e proteínas em glicose sanguínea muito mais lenta e uniformemente do que os carbohidratos, reduzindo as elevações de glicemia (açúcar no sangue) logo após as refeições.
As boas práticas veterinárias recentes recomendam uma dieta pobre em carboidratos para gatos e uma dieta com teor médio de carboidratos e alta concentração de fibras para cães. Cães acometidos por pancreatite, condição comum entre os animais diabéticos, freqûentemente necessitam de uma dieta restrita em gordura.

### Medicação oral
Hipoglicemiantes orais, como a glipizida, que estimulam o pâncreas promover a liberação de insulina, (ou, em alguns casos, reduzir a produção de glicose) funcionam em uma pequena percentagem dos gatos, mas tais medicamentos são completamente ineficientes caso o pâncreas não esteja funcionando. Como agravante, alguns estudos demonstraram que essas drogas podem danificar o pâncreas ainda mais, reduzindo as chances de remissão para gatos, e causar dano hepático. Muitos receiam trocar a medicação oral pelas injeções de insulina, mas o medo é injustificado: a diferença de custo e conveniência é menor, (muitas vezes é mais fácil administrar medicação injetável do que medicação oral aos gatos) e injecções são mais eficazes em quase todos os casos.

### Injeções de insulina
Os seres humanos com diabetes tipo 1 são frequentemente tratados com insulina injetável de longa duração uma ou duas vezes ao dia, para manutenção do nível basal, e insulina de curta duração é empregada apenas antes de refeições.
Para os gatos, o método de manutenção de níveis basais - com doses de insulina de ação lenta duas vezes ao dia costuma ser empregado. Neste caso, é importante evitar que o animal faça grandes refeições, uma vez que podem afetar seriamente o nível de açúcar no sangue.
Para os cães, qualquer um dos dois métodos acima podem ser usados.
Cães e gatos podem ser tratados com insulina animal (suína é mais semelhante a insulina natural do cão; bovina mais semelhante à do gato), ou com insulinas humanas sintéticas. A melhor escolha do tipo de insulina varia individualmente entre os animais e pode exigir alguma experimentação.

### Neuropatia em gatos
A síndrome de membros fracos apresentada por muitos gatos diabéticos é uma forma de neuropatia resultande de danos à bainha de mielina dos nervos periféricos, causados por intoxicação por glicose e desnutrição celular. (Há outras condições que podem causar fraqueza de membros, consulte o seu veterinário antes de concluir que seu animal apresenta neuropatia.)
Nesse quadro, os membros traseiros enfraquecem até que o gato passe a exibir "postura plantígrada", apoiando-se sobre os jarretes ao invés de sobre os dedos. O gato também pode ter dificuldade para caminhar e saltar, necessitando sentar-se depois de alguns passos.
Alguns veterinários recomendam uma forma específica de vitamina B12, chamada  metil-cobalamina, para tratamento do dano neural. A neuropatia freqüentemente passa por si só, cerca de 1 a 3 meses após a regulação da glicemia. Porém, relatos apontam que a cura é mais rápida quando administra-se metil-cobalamina.

### Cegueira em cães
Os olhos dos cães são altamente sensíveis à glicemia elevada. Assim, após alguns dias com concentrações de glicose no sangue superiores a 14mmol / L (250 mg / ml), o animal poderá apresentar visão turva, catarata, ou até mesmo retinopatia.

## Dose de insulina e controle da doença
Cães e gatos podem, em alguns casos, ter as suas refeições rigorosamente programada e planejadas para coincidir com o pico de insulina após injeção. Em outros casos,  em que o animal de alimenta livremente durante o dia e/ou noite, poderá ser mais adequado empregar uma insulina de ação muito lenta para manter um nível constante de glicose no sangue. Consulte seu médico veterinário.
A primeira a meta é regular a glicose no sangue do animal, o que pode demorar algumas semanas ou mesmo vários meses. Este processo é basicamente o mesmo empregado em  humanos diabéticos do tipo-1. O objetivo é manter os valores de glicose no sangue num intervalo confortável para o animal de estimação durante todo o dia, ou na maior parte dele.
Recomenda-se o método Start Low - Go Slow:
1. Determinar a curva glicêmica de pelo menos 24 horas para prescrição da dose inicial de tratamento;
2. A dose inicial geralmente é muito conservador (baixa - normalmente entre 0,5 e 2 unidades por dia, divididos em dosagens de 12 horas) e pode, num primeiro momento, não afetar de forma evidente os sintomas do animal. Isto é necessário porque, embora a alta taxa de açúcar no sangue possa matar dentro de semanas, hipoglicemia (baixa de açúcar no sangue) pode matar em questão de minutos. A dosagem deve ser aumentada gradualmente e com cuidado. Normalmente recomenda-se aumentar a dose de 0,5 a 1 unidade a cada 7 a 14 dias, seguida por novos testes de glicose. Uma diminuição da dose pode também ser necessária - o que é bastante comum quando a recomendação inicial se mostra um pouco alta demais, o que ocorre especialmente quando a dose é estimada com base no peso do animal.
3. A diabetes de seu animal de estimação está controlada quando a glicemia permanece dentro de uma faixa aceitável o dia todo, todos os dias. Essa faixa varia bastante entre gatos e cães, mas é aproximadamente de 5 a 16,7 mmol/L (90 a 300 mg/dL) para os gatos, e entre 5 e 14 (90 a 250) para cães. (A faixa aceitável é mais ampla para os animais diabéticos do que para não-diabéticos, uma vez que injeções não podem reproduzir a precisão do trabalho do pâncreas). É importante, porém, que o nível de glicose se mantenha na metade inferior do intervalo durante a maior parte do dia. Se você não está fazendo testes de glicose em casa, alguns veterinários recomendam que você pare de aumentar a dose quando o cão ou gato estiver bebendo água, urinando e comendo normalmente

1. Obstáculos ao controle da doença:

- - Às vezes o animal pode repentinamente parecer necessitar menos insulina do que antes. Se isso acontecer, contate seu veterinário imediatamente.

- - Às vezes, a glicemia do animal repententinamente ficará muito mais elevada do que o habitual. Isso é muitas vezes não é sinal de necessidade de aumento na dose de insulina, pois pode indicar que ocorreu hipoglicemia algumas horas antes e está ocorrendo o efeito Somogyi.

- - Superdosagem crônica de insulina mascarada por efeito Somogyi: Uma dose demasiadamente elevada pode facilmente causar um efeito Somogyi, que pode ser confundido com necessidade de mais insulina. Veja mais sobre este assunto na seção abaixo.

- - Ração com teor elevado de carbohidratos: Muitos alimentos comerciais (em especial, as rações do tipo "light") têm conteúdo extremamente elevado de cereais e, por conseguinte, de carboidratos. Esses nutrientes manterão alta a glicemia do animal. Além disso, caso o cão ou gato tenha acesso livre à alimentação, a curva glicêmica pode se tornar imprevisível. Em geral, rações úmidas (enlatadas) contêm menos carboidrato do que rações secas. Estudos recentes revelam que a diabetes felina pode ser melhor controlada, às vezes até mesmo curada, com uma dieta pobre em carboidratos. No caso de mudança de dieta visando diminuição do consumo de carboidratos, deve-se realizar troca gradual de ração, conjuntamente com adequação da dosagem de insulina, sob orientação veterinária.

- - Insulina errada: As várias marcas e tipos de insulina podem provocar efeitos idiossincráticos que variam de animal para animal. Por exemplo, caso o animal mantenha a glicemia controlada no momento do pico de concentração da medicação, mas venha a apresentar alta taxa de glicose no sangue no momento da injeção seguinte, pode ser necessário trocar o tipo de insulina empregado por um outro de ação mais lenta.

### Detectando e evitando o efeito Somogyi
Curiosamente, excesso de insulina pode aumentar a glicemia. Esse fenômeno se chama efeito Somogyi e é frequentemente notado por donos que monitoram a glicemia do animal em casa.
O motivo pelo qual o efeito Somogyi ocorre é o seguinte: sempre que o nível de glicose cai muito ou de forma rápida, o organismo do animal pode, de forma compensatória, converter glicogênio hepático em glicose no sangue. Isso é acompanhado pela liberação dos hormônios  adrenalina e cortisol, que tornam o animal temporariamente insulino-resistente. Esse fenômeno foi relatado pela primeira vez pelo Dr. Michael Somogyi.
Mesmo quando o aumento da dose de insulina ocorre lenta e cuidadosamente, é possível ultrapassar a dose adequada e atingir a superdosagem, acarretando na rápida passagem do estado de hipoglicemia para hiperglicemia ainda mais intensa do que aquela anterior à medicação. Devido aos hormônios, o animal pode passar a se apresentar menos responsivo ao tratamento e, caso a superdosagem continue a ser administrada, o efeito Somogyi pode perigosamente levar à conclusão de que o animal precisa de mais insulina.
Uma vez que é incomum estar monitorando a glicose no momento exato em que o efeito Somogyi ocorre, é interessante reconhecer os padrões para detectá-lo, prevenindo, assim, a superdosagem contínua:
- Um padrão típico, mais freqüentemente visto com insulinas de ação prolongada, é um nível elevado e constante açúcar no sangue, não responsivo à insulina, durante um período de dias. Às vezes, freqûentemente quando se eleva a dose de medicação, esse nível encontra-se pontuado por quedas bruscas da glicemia a valores muito baixos (possivelmente acompanhado de sintomas de hipoglicemia), seguido de um rápido retorno ao nível alto e não responsivo.
- Quando são empregadas insulinas de ação mais curta, o efeito Somogyi pode se manifestar sob a forma de rápida alternância entre níveis altos e baixos de glicose, sem lógica aparente. Os altos e baixos são ambos exagerado em comparação com o que se veria com uma dose menor.

Nem sempre é fácil diferenciar a curva glicêmica do efeito Somogyi do uma curva resultante do término de ação normal da insulina. Uma maneira de diferenciá-las é determinar uma curva glicêmica (ensaios repetidos a cada 2 horas, com início na administração de insulina), por dois dias e observar o formato da curva. Se apresentar a forma de um vale, com inclinação gradual, não se trata de efeito Somogyi.
Um sinal bastante determinante é a apresentação de níveis mais altos de glicemia após o aumento na dose de insulina. Entretanto, outros fatores que não tenham correlação com a dosagem também podem acarretar esse aumento.

## Episódio de hipoglicemia
Um episódio agudo hipoglicemia (nível muito baixo de glicose no sangue) pode acontecer mesmo quando o proprietário do animal está atento, uma vez que as necessidades de insulina do cão ou gato podem se alterar sem sinais prévios.
Os sintomas de hipoglicemia são depressão, letargia, confusão, tonturas, perda do contole de excreção e da bexiga, vômitos e, em seguida, perda de consciência e/ou convulsões. Um animal diabético que apresente esses sintomas deve ser levado imediatamente ao veterinário.